# Departamento de Federal
Departamento de Federal är en kommun i Argentina.   Den ligger i provinsen Entre Ríos, i den nordöstra delen av landet, 400 km norr om huvudstaden Buenos Aires.
Trakten runt Departamento de Federal består i huvudsak av gräsmarker. Runt Departamento de Federal är det mycket glesbefolkat, med 5 invånare per kvadratkilometer.